# جودیت فاکس
جودیث فاکس (متولد ۱۹۵۹ شهر نیوکاسل، New South Wales) رمان‌نویس اهل استرالیا است. او در شهر نیوکاسل بزرگ شد و همان‌جا تحصیلاتش را در  دانشگاه تکنولوژی سیدنی (به انگلیسی: University of Technology Sydney) شروع کرد و اکنون مدیر عامل انجمن سهامداران استرالیا است.

## جوایز
- ۱۹۹۴ - نامزد جایزه ادبی استرالیا/Vogel برای رمان «دستبند هانی میرتل»
- ۱۹۹۶ - نامزد جایزه مایلز فرانکلین جایزه برای رمان «دستبند هانی میرتل»

## کتابشناسی

### رمان
- دستبند هانی میرتل (۱۹۹۵)
- تراش سنگ (۲۰۰۲)